# ゴナン
ゴナン（英: Gonane）は、ステロイド核である。ゴナンは、5α-ゴナン5β-ゴナンの２つの異性体を有する。 

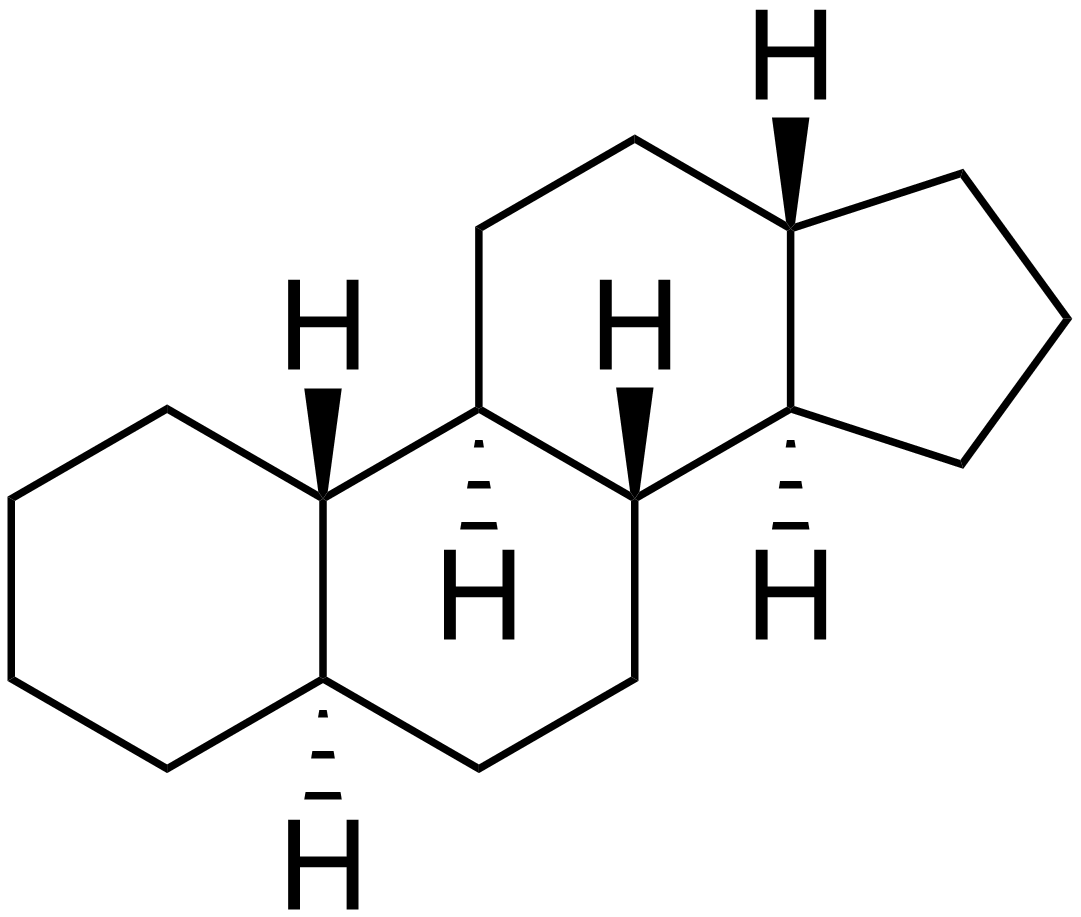
5α-Gonane
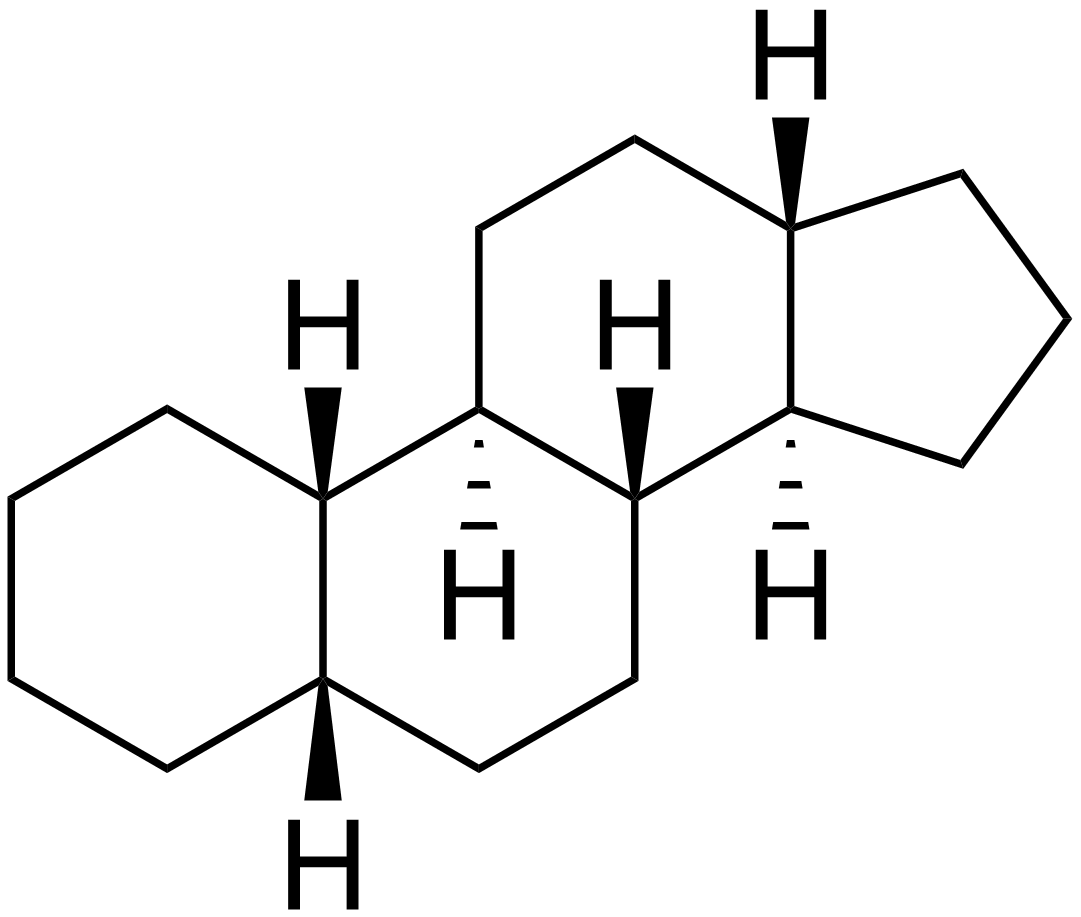
5β-Gonane

ステロイド核は、シクロペンタノ-ペルヒドロフェナントレン核とも呼ばれ、3つのイス型六員環と1つの五員環がつながった構造を持っている。
ステロイド核を下図のように構造式を書いた場合に、それぞれの環を左下から順にA環、B環、C環、D環と呼ぶ。また環上の置換基の立体表示法として、紙面下側方向をα、上側方向をβで表す。隣り合う環同士の間にαとβの両方を含む場合はトランス配置、いずれもα（またはβ）の場合はシス配置と呼ばれる。A/B環の配置は両方を取りうる（そのため下図の例では5位水素の立体が明示されていない）が、B/C環は常にトランス配置であり、C/D環も多くがトランス配置である。
a配座/e配座、α配座/β配座と表現される場合もある。

ステロイド核のA-D環及びステロイドの炭素番号

ステロイドは側鎖などによって、コレスタン (cholestane)、コラン (cholane)、プレグナン (pregnane)、アンドロスタン (androstane)、エストラン (estrane) の5つに分類される。

コレスタン
コラン
プレグナン
アンドロスタン
エストラン